# Agence de développement de l'enseignement technique
L'Agence de Développement de l'Enseignement technique en abrégé ADET est une agence générale sous la tutelle de Présidence de la république. À sa tête se trouve Fructueux Aho qui est l'actuel directeur général.

## Composition, attribution, organisation et fonctionnement
La composition, les attributions, l’organisation et le fonctionnement de l' ADET sont définis par  décret n° 2021-325 du 30 juin 2021, l’Agence de Développement de l’Enseignement Technique (ADET).

## Mission
L'Agence de Développement de l'Enseignement technique a pour responsabilités d'assurer la coordination, la réalisation, la surveillance et le suivi de tous les projets et programmes liés à la Stratégie nationale de l'Enseignement et de la Formation Techniques et Professionnels (EFTP). L'agence collabore avec des entités publiques et privées, aussi bien nationales qu'internationales, dont les actions contribuent à l'accomplissement de sa mission. Elle est dotée d’une Direction générale chargée de la mise en œuvre des projets et programmes concourant à la Stratégie nationale.

## Attributions
Les responsabilités de L'ADET sont:
- planifier, programmer, réaliser des études, assurer la maîtrise d'ouvrage pour la mise en œuvre de la Stratégie nationale de l'Enseignement et la Formation techniques et professionnels ;
- gérer ou superviser tous les travaux, opérations ou projets se rattachant directement ou indirectement à la mission définie ci-avant ;
- veiller à la mise en œuvre des réformes dans le secteur de l'Enseignement et la Formation techniques et professionnels ;
- assurer la coordination de toutes opérations ou activités pouvant se rattacher directement ou indirectement au renforcement et à la promotion de l'Enseignement et la Formation techniques et professionnels.

## Organisation et fonctionnement
L’ADET est organisée autour de,,,:
- La Direction de l’Administration et des Finances: Elle est chargée de:
- Établir le plan de dépenses prévisionnel de l'ADET et surveiller sa mise en œuvre;
- Assurer la collecte de fonds et surveiller leur utilisation;
- Superviser les opérations comptables et gérer le patrimoine de l'Agence;
- Gérer le personnel et préparer les rapports financiers.

- Personnes Responsable Des Marchés Publics: Sa responsabilité consiste à superviser l'intégralité du processus d'attribution des contrats et elle est directement placée sous l'autorité du Directeur Général de l'ADET.
- Responsable Suivi-Evaluation: Dans le cadre de la réalisation des programmes et projets de la stratégie nationale, il lui incombe de recueillir, documenter, traiter et examiner tous les paramètres de suivi et d'évaluation. Il est également chargé de superviser le processus de planification de la SNEFTP. De plus, il est responsable de la préparation des rapports de suivi et d'évaluation des programmes, ainsi que des rapports requis par les partenaires techniques et financiers. En outre, il est responsable de la conception et de la mise en place d'un mécanisme de capitalisation pour suivre la mise en œuvre de la stratégie. Le Responsable Suivi-évaluation bénéficie du soutien d'un assistant technique pour l'accomplissement de ses tâches.